# Сас-ван-Гент
Сас-ван-Гент (нід. Sas van Gent) — місто в нідерландській провінції Зеландія, на кордоні із Бельгією. Входить до муніципалітету Тернезен.
Його площа  18,45 км², а населення станом на 2021 рік становило 3780 осіб.
До 2003 року мало статус окремого муніципалітету.

## Галерея

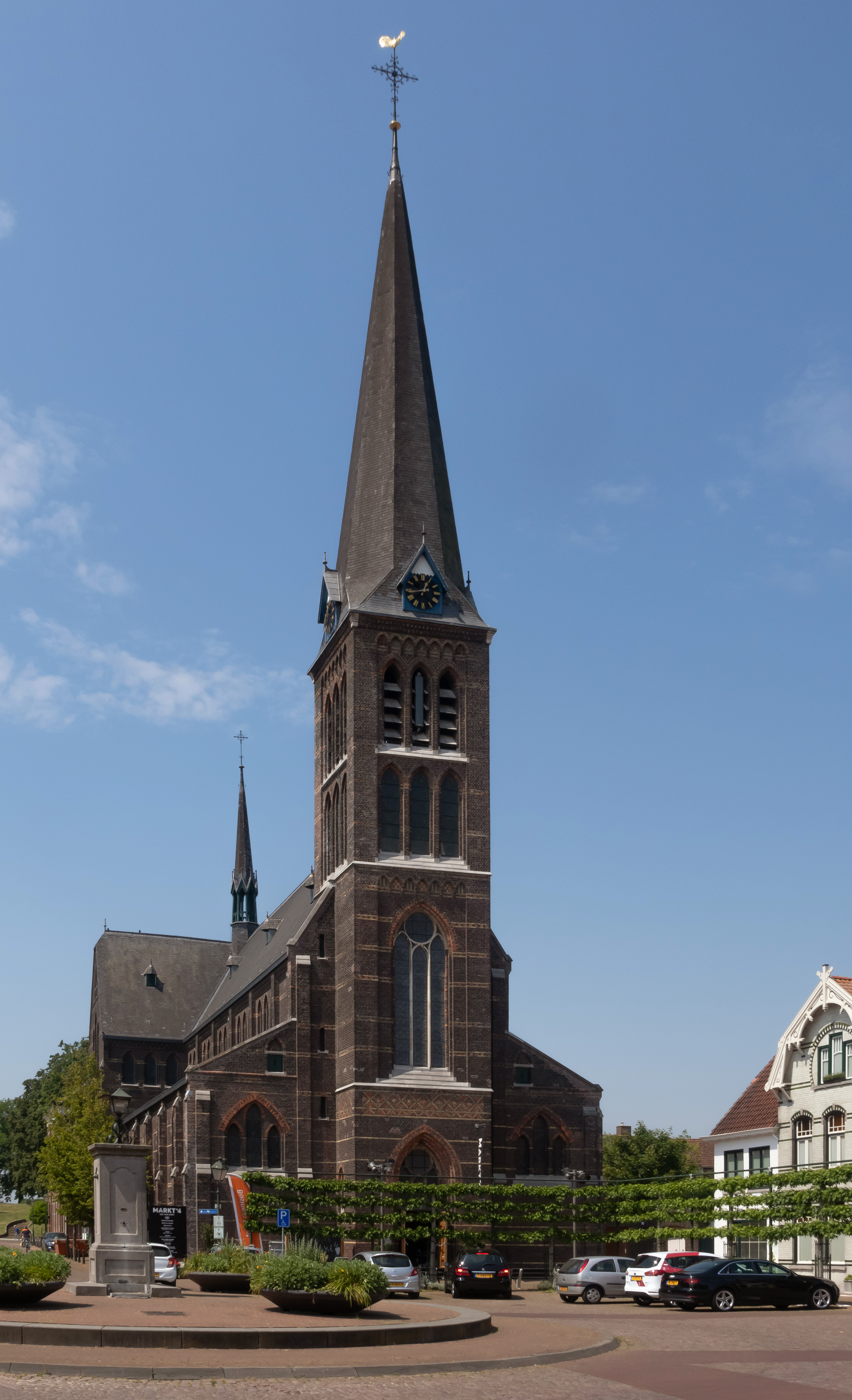
Католицька церква
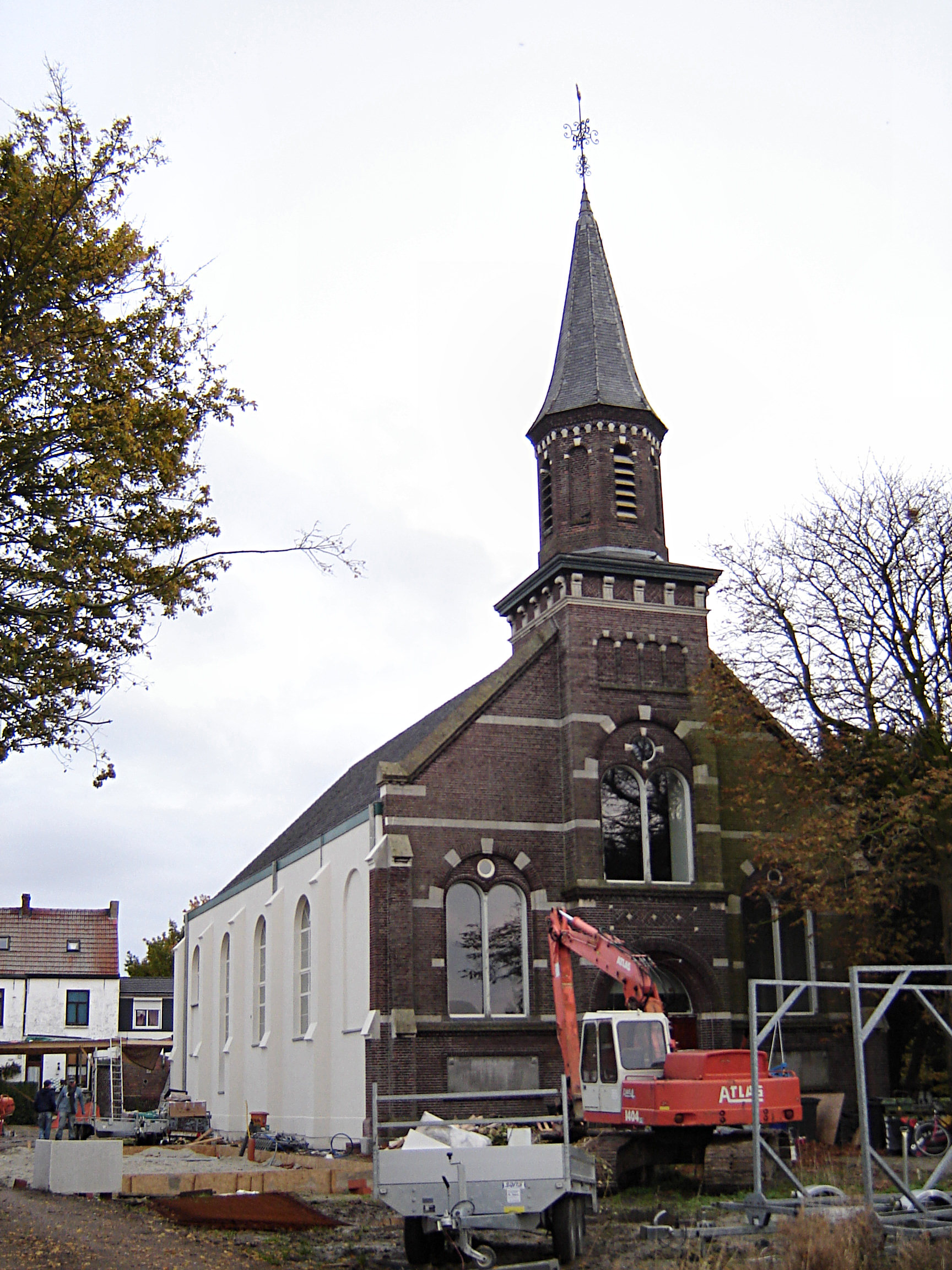
Реформістська церква
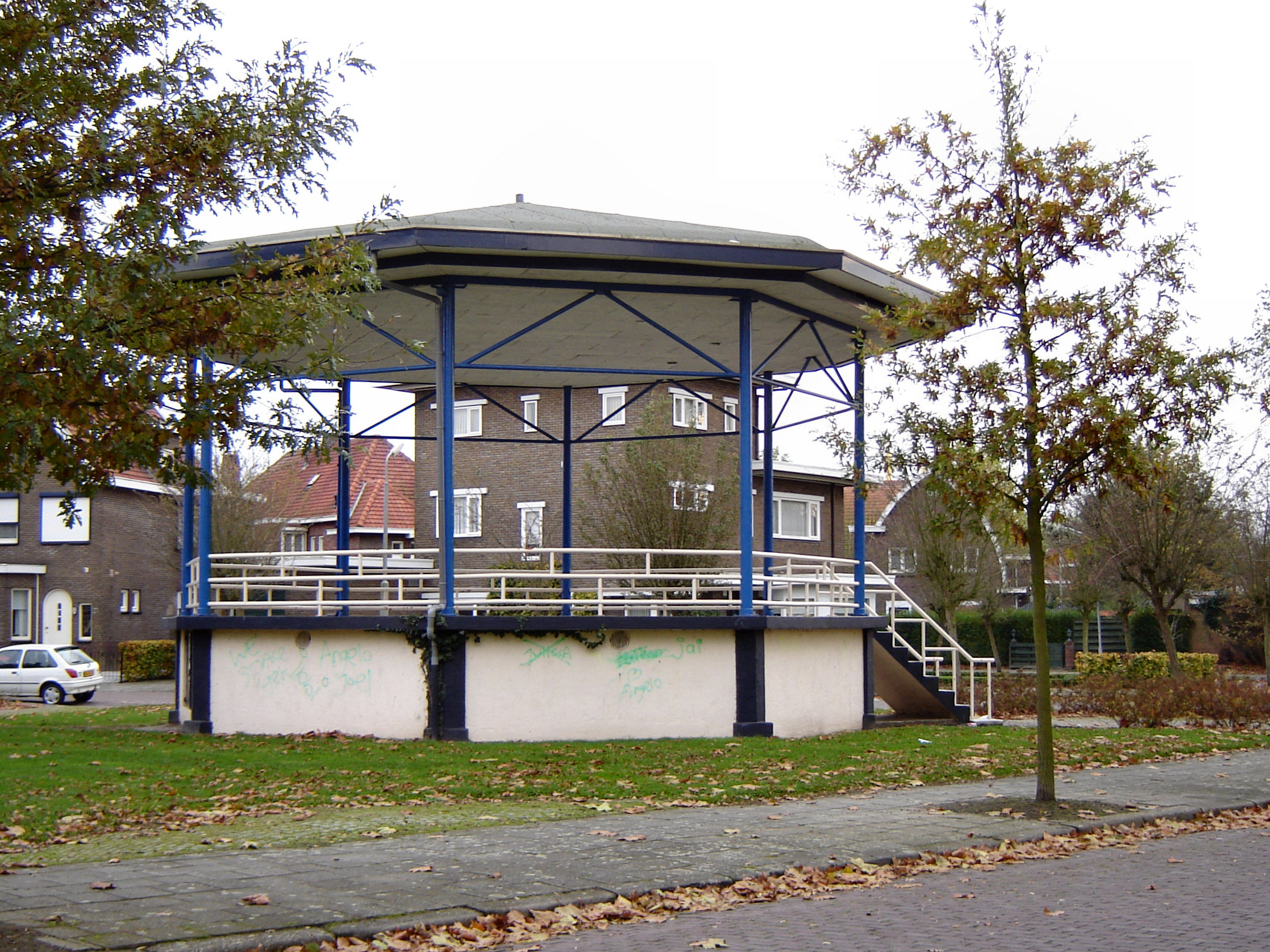
Естрада в місті
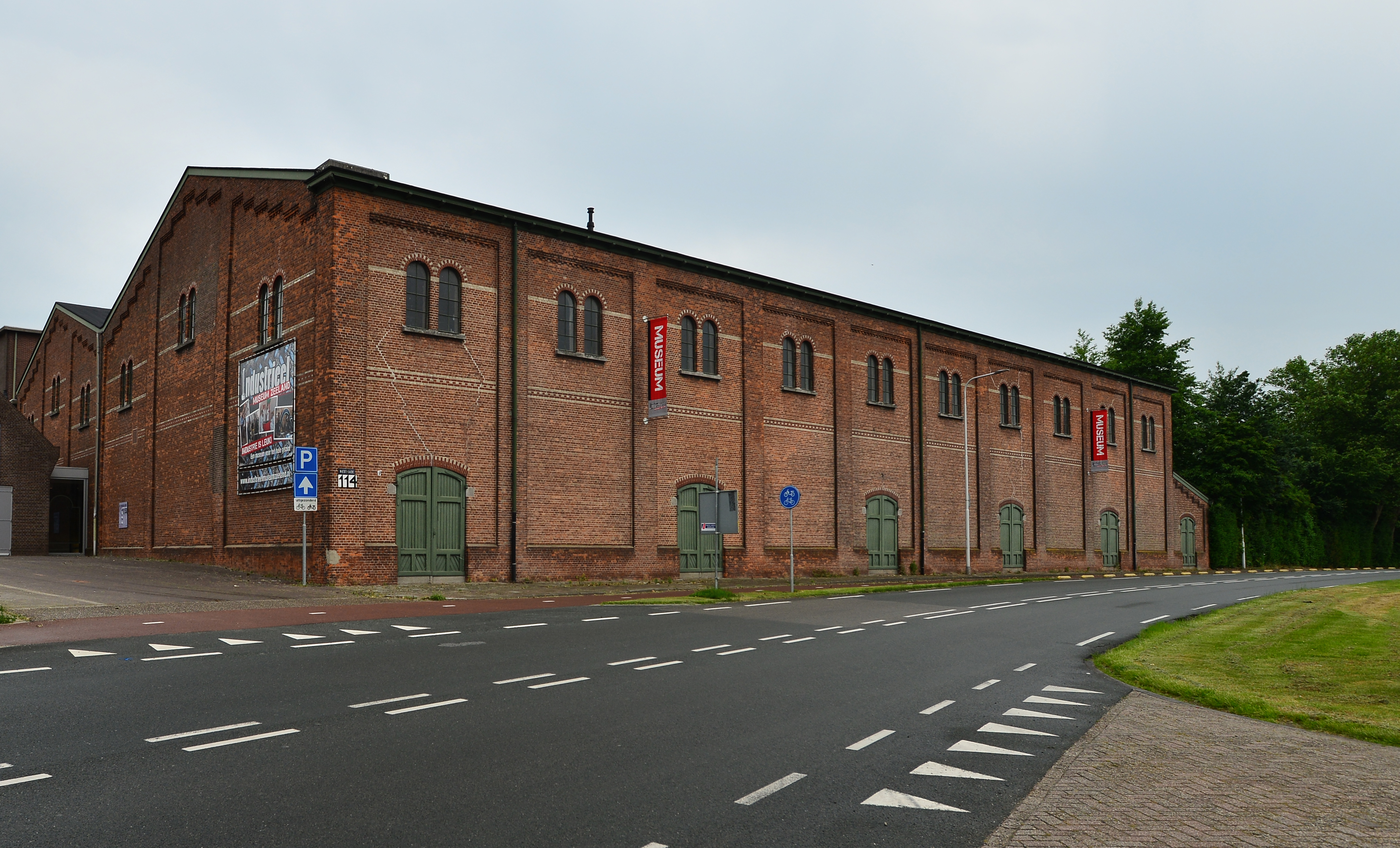
Промисловий музей